# ジェット推進研究所

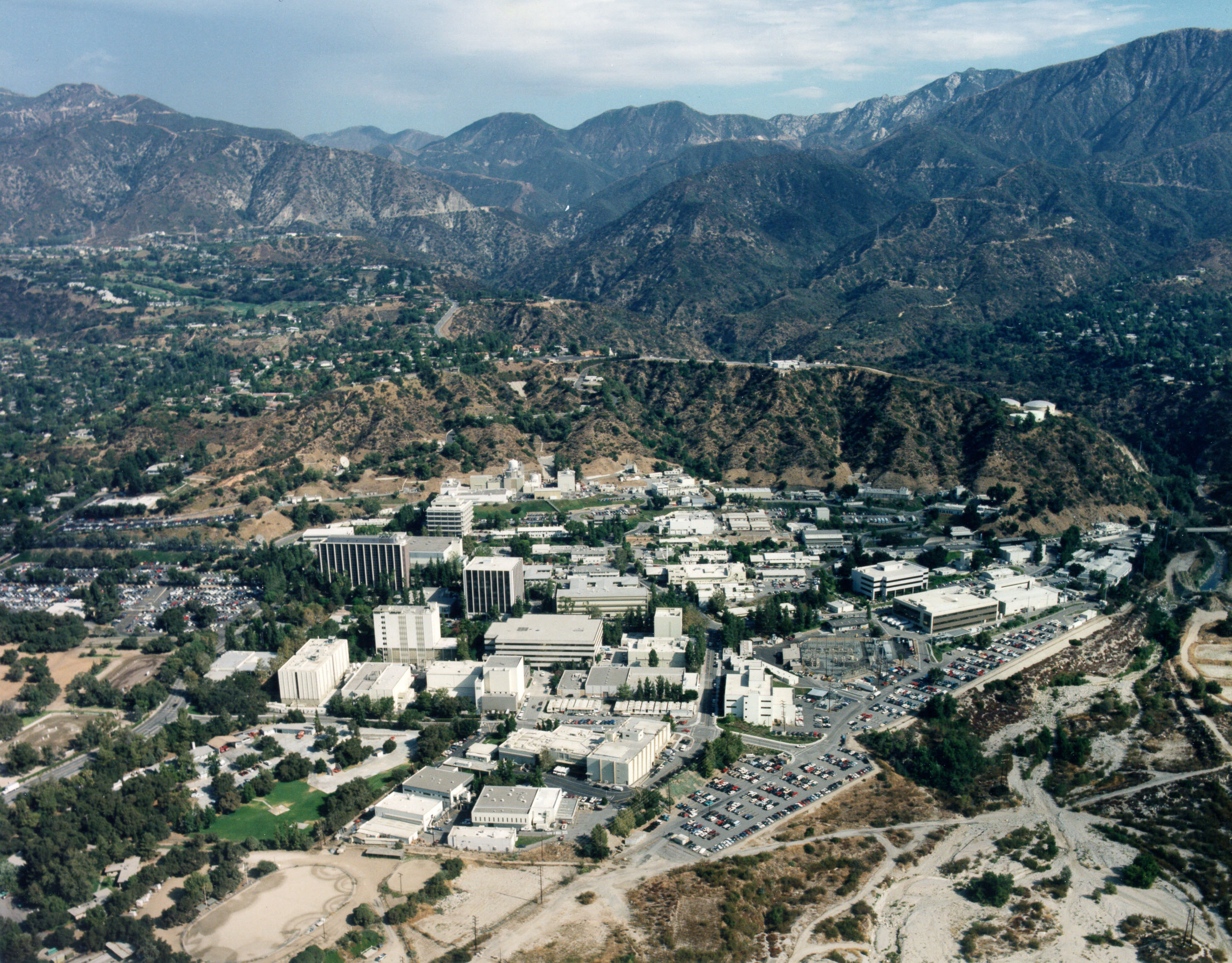
ジェット推進研究所の外観

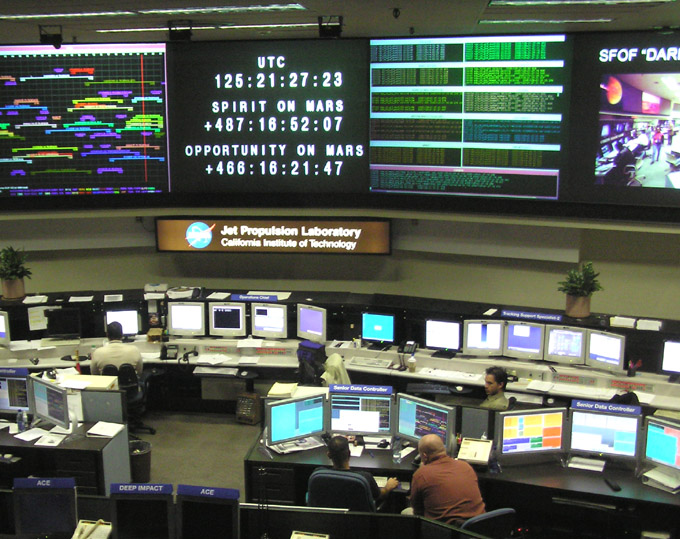
ジェット推進研究所のコントロール・ルーム

ジェット推進研究所（ジェットすいしんけんきゅうじょ、英語: Jet Propulsion Laboratory: JPL）は、NASAの無人探査機等の研究開発及び運用に携わる研究所。アメリカ合衆国カリフォルニア州パサデナにある。JPLの前身となったカリフォルニア工科大学のグッゲンハイム航空研究所 (GALCIT) のロケット研究プロジェクトは1936年に立ち上げられ、1943年11月にGALCITの責任者であったセオドア・フォン・カルマンによって初めてJPLと名付けられた。

## 概要
カリフォルニア工科大学の研究機関で、第二次世界大戦期には、アメリカ陸軍からナチス・ドイツが開発したV2ロケットの分析を依頼され、その研究成果から液体燃料ロケット・モーターにより推進するアメリカ合衆国初の弾道ミサイル、コーポラル戦術地対地誘導ミサイル（現在の分類では短距離弾道ミサイル）を開発した。また、コーポラルの代替となった固体燃料ロケット推進のサージェント戦術地対地ミサイルの開発にも携わった。
1958年より、NASA専属になってアメリカ合衆国初の人工衛星エクスプローラー1号を製造するなど宇宙開発計画や宇宙探査計画の技術開発に携わるようになり、宇宙船や惑星探査機の設計など技術面を担当している。非常に高度な技術力を誇り、米国の宇宙開発計画において、月着陸船や、火星探査機、外惑星探査の機材開発などで大きく貢献している。パイオニアやボイジャーをはじめとして、火星探査機マーズ・エクスプロレーション・ローバーのスピリット・オポチュニティや、土星探査機カッシーニもこの研究所で開発された。
また、各人工衛星/人工惑星/探査機を管理・運営するためのディープスペースネットワークも、このJPLに帰属している。
主に太陽系内天体のための探査機等に関する研究・開発を実施しているにもかかわらず「ジェット推進」の名を冠しているのは、設立当初においてジェット推進、すなわちロケット推進に関する研究を実施していた名残からである。「ジェット推進 (Jet Propulsion)」とは、噴流の反動によって推進する方式のことであるため、ロケットエンジンやジェットエンジンも一般には含まれる。また、JPL設立当時の1930年代から1940年代初め頃は宇宙旅行や宇宙ロケットは、アメリカの古いSF漫画である「フラッシュ・ゴードン」や「バック・ロジャース (Buck Rogers) 」のようなフィクションの世界のものであり、漫画のイメージから遠ざけるために「ロケット推進研究所」とは名付けられなかった。ロケットという単語がロケット花火など玩具のようなイメージを持つため、そのイメージを避けるためという説もある。1930年代には、ロケット研究は、兵器としても輸送機関としてもほとんどまともに取り合われなかった。JPLの前身であるGALCITは、アメリカ陸軍からの要請で現代でも使われているJATO (Jet Assisted Take-Off) ユニット（ロケット・エンジンの推力を借りて航空機の離陸距離を短くするもの）を開発した。

## 出身者
- セオドア・フォン・カルマン - 初代JPLディレクター （1938年 - 1944年）[4]
- 銭学森 - JPL共同設立者[5]
- フランク・マリナ - 2代目JPLディレクター （1944年 - 1946年）
- Louis G. Dunn - 3代JPLディレクター （1946年 - 1954年）
- ウイリアム・ヘイワード・ピカリング - 4代JPLディレクター（1954年 - 1976年）
- Bruce C. Murray  - 5代JPLディレクター （1976年 - 1982年）
- Charles H. Terhune - JPLディレクター代理 （1982年）[4]
- Lew Allen, Jr. - 6代JPLディレクター （1982年 - 1990年）
- Edward Stone - 7代JPLディレクター （1991年 - 2001年）
- Charles Elachi  - 8代JPLディレクター （2001年 - 2016年）
- Michael Watkins - 9代JPLディレクター （2016年  -2021年）
- Laurie Leshin - 10代JPLディレクター （2021年 - ）[6]
- ピーター・ノートン - 技術者